# Länsväg Z 571

Länsväg Z 571, även kallad Kvarnrundan, är en övrig länsväg i Östersunds kommun i Jämtlands län som går mellan byn Ångsta (Länsväg Z 560) och vägskälet söder om Lockne kyrka (Länsväg 560). Vägen är en kilometer lång, belagd med grus och passerar bland annat byn Rise och Ångsta kvarn. Hela vägen har hastighetsgräns 70 km/h.